# Imam Schamil

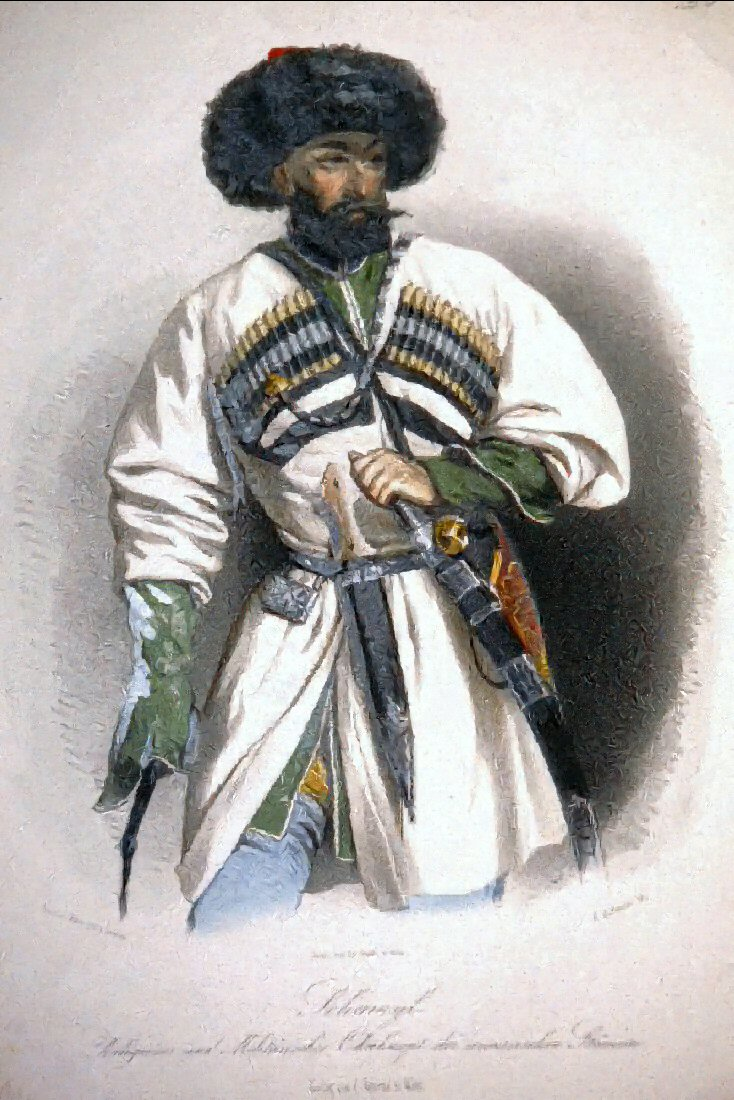
Imam Schamil, Lithographie von R. Hoffmann nach Laurens

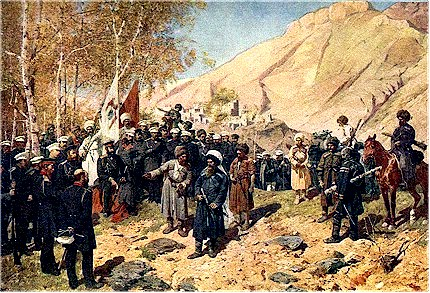
Imam Schamil ergibt sich. Gemälde von Franz Roubaud

Imam Schamil, auch Scheich Schamil (awarisch Имам Шамил, russisch имам Шамиль; * um 1797 in Gimra, Dagestan; verstorben im März 1871 bei Medina im heutigen Saudi-Arabien), war von 1834 bis 1859 religiös-politischer Führer (Imam) der muslimischen Bergvölker Dagestans und Tschetscheniens und organisierte in dieser Zeit deren Widerstand gegen die russische Eroberung des Nordostkaukasus.

## Leben
Schamil war der Sohn eines Landbesitzers und gehörte dem Volk der Awaren an. Er studierte Grammatik, Logik, Rhetorik und Arabisch, erwarb sich Ansehen als Gelehrter und trat 1830 der Sufi-Bruderschaft (Tariqa) der Nakschibendi bei, die in Russland als Muridismus (russ. мюридизм) bezeichnet wurde. Unter der Führung von Imam Ghazi Muhammad (russisch Kazi-Mullah/Кази-Мулла) setzten sich dagestanische Bergvölker ab ungefähr 1827 gegen die dagestanischen Fürsten der Ebene und den russischen Staat, der die Fürsten stützte und zu Vasallen machte, zur Wehr. Ab 1830 schlossen sich auch Tschetschenen unter Hadschi-Taschaw der antikolonialen Widerstandsbewegung an. Ideologische Grundlage des Widerstands war der Islam, der die unterschiedlichen Ethnien Dagestans und Tschetscheniens einigte. Schamil wurde zu einem der wichtigsten Mitstreiter und Freunde Ghazi Muhammads.
Als die russische Armee 1832 die Festung Gimra in Dagestan stürmte, kamen Ghazi Muhammad und viele seiner Mitstreiter ums Leben, Schamil wurde schwer verletzt. Aus diesem Grund wurde auch nicht er, sondern Hamza Bek ibn ´Alî Iskandar Bed al-Hutsâlî (russisch Гамзат-бек) zum neuen Imam gewählt.
Als 1834 Hamza Bek einer Blutrache von Hadschi Murat zum Opfer fiel, wurde Schamil zum neuen Imam gewählt, allerdings musste er seinen Anspruch auf dieses Amt zunächst gegen mehrere Konkurrenten durchsetzen. Es gab zu jener Zeit in Dagestan und Tschetschenien mehrere Feldherren, die jeweils in ihrem Gebiet eine starke Hausmacht hatten und auf die Führung der von Ghazi Muhammad begründeten Scharia-Bewegung Anspruch erhoben. Im Laufe der Zeit gelang es Schamil, seine Konkurrenten und Mitstreiter in „Statthalter“ (Nuwwāb) zu verwandeln, deren Aktivitäten er bestimmte und kontrollierte. 1836 wurde seine Führungsposition auch in Tschetschenien von Hadschi-Taschaw anerkannt.
1839 kam es im dagestanischen Achulgo zur verheerenden Niederlage Schamils gegen die russische Armee. Sein Sohn war bereits als Geisel der russischen Armee übergeben worden, doch scheiterten die Kapitulationsverhandlungen und die russische Armee stürmte die Festung. Wieder konnte Schamil entkommen und 1840 die Widerstandsbewegung von Tschetschenien aus wieder aufbauen. In der Folge begann Schamil mit dem Aufbau eines geordneten Staates, um dem Widerstand eine solidere Grundlage zu geben. Dazu schuf er eine dreistufige Hierarchie von Dorfvorstehern, Gebietschefs und schließlich seiner eigenen Zentralregierung. Die Gebietschefs rekrutierten sich aus seinen Nuwwāb. Der Staat erhielt ein stehendes Heer, Postwesen, Steuerverwaltung und ein eigenes islamisches Gerichtswesen.
Schamil erlebte den Höhepunkt seiner Macht, als er das gegen ihn entsandte große Heer des neubestellten Kaukasus-Statthalters Michail Woronzow 1845 fast vollständig vernichtete. Diese Erfolge erregten auch in Westeuropa einiges Aufsehen. Doch die folgende, von Woronzow angegangene, Reorganisation der gesamten russischen Politik im Nordkaukasus leitete den Niedergang von Schamils Macht ein.
Nach dem Ende des Krimkriegs 1856 entschloss man sich, die wegen des Krimkriegs im Kaukasus stationierten zusätzlichen Truppen gegen Schamil einzusetzen und begann 1857 eine erneute großangelegte Militärkampagne, die dessen endgültige Niederwerfung zur Folge hatte. Ein gut ausgerüstetes 200.000 Mann starkes zaristisches Heer unter den Generälen N. I. Jewdokimow und A. I. Barjatinski kreiste Schamil ein. Allmählich wurde die Situation für Schamil und seine Unterstützer und Mitkämpfer in den Dörfern aussichtslos, so dass eine stufenweise Kapitulation einsetzte. Schließlich stürmten die Russen im April 1859 Schamils Festung bei Wedeno in der Hoffnung auf seine Festnahme. Schamil hatte die von den Russen gestellte Falle aber erkannt und sich mit hunderten seiner Kämpfer auf den Berg Gunib zurückgezogen. Angesichts der russischen Übermacht ergab er sich jedoch am 25. August 1859 und wurde nach Sankt Petersburg gebracht. Von dort wurde er nach Kaluga verbannt. 1870 unternahm Schamil mit der Erlaubnis des Zaren eine Pilgerreise nach Mekka. Dort starb er im folgenden Jahr in der Nähe von Medina im heutigen Saudi-Arabien.
Einer seiner Söhne diente in der russischen Armee, ein anderer, Ghazi Mehmed, verließ aber Russland und ging nach Istanbul; 1877 befehligte dieser ein tscherkessisches Freikorps in Armenien.
Bis heute existiert besonders bei den Völkern Dagestans und in Tschetschenien der Heldenmythos von Imam Schamil.
Die in den 1980er-Jahren gegründete Stadt Swetogorsk in Dagestan wurde 1991 in Schamilkala umbenannt.

## Belege
1. ↑  Vgl. Kemper: Herrschaft, Recht und Islam in Daghestan. 2005, S. 247.
2. ↑  Vgl. Kemper: Herrschaft, Recht und Islam in Daghestan. 2005, S. 255.
3. ↑  Vgl. Kemper: Herrschaft, Recht und Islam in Daghestan. 2005, S. 283.

| Personendaten    | Personendaten                                                    |
| ---------------- | ---------------------------------------------------------------- |
| NAME             | Imam Schamil                                                     |
| ALTERNATIVNAMEN  | имам Шамиль (russisch); Scheich Schamil                          |
| KURZBESCHREIBUNG | Führer der muslimischen Bergvölker Dagestans und Tschetscheniens |
| GEBURTSDATUM     | um 1797                                                          |
| GEBURTSORT       | Gimra, Dagestan                                                  |
| STERBEDATUM      | März 1871                                                        |
| STERBEORT        | Medina                                                           |